# Жовква (станція)
Жóвква (до 1964 року — Жолкев, до 1992 року — Нестеров-Львівський) — проміжна залізнична станція Львівської дирекції Львівської залізниці на неелектрифікованій лінії Львів —Рава-Руська між станціями Куликів (10 км) та Добросин (13 км). Розташована в однойменному місті Львівського району Львівської області.

## Історія
Станція відкрита 23 листопада 1887 року в складі залізниці Львів — Белзець. 
З 1887 по 1964 роки офіційно використовувався польський варіант назви міста — Жолкев. У 1964 року мала назву Нестеров-Львівський. Сучасна назва — з 1992 року.

## Галерея

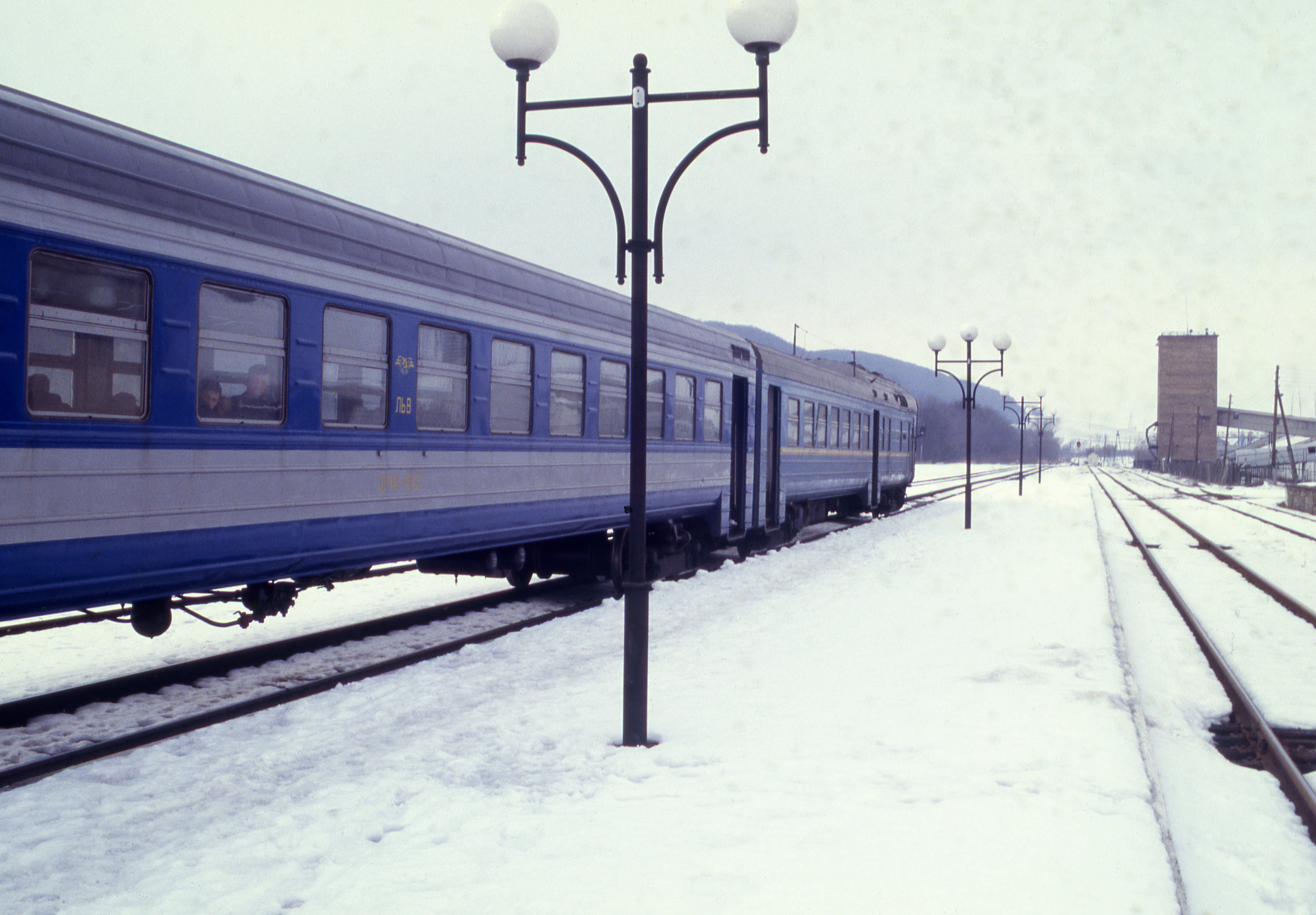
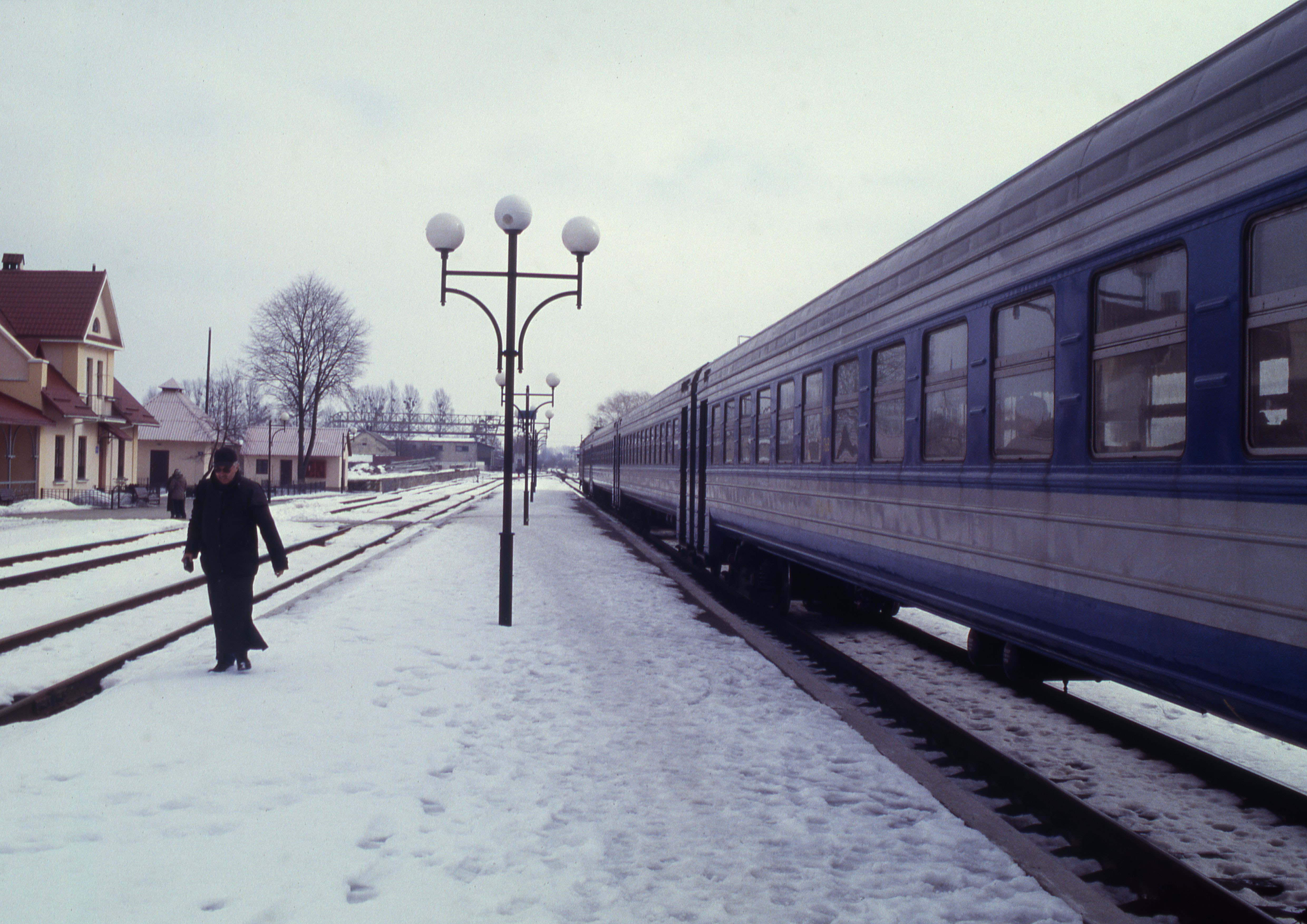
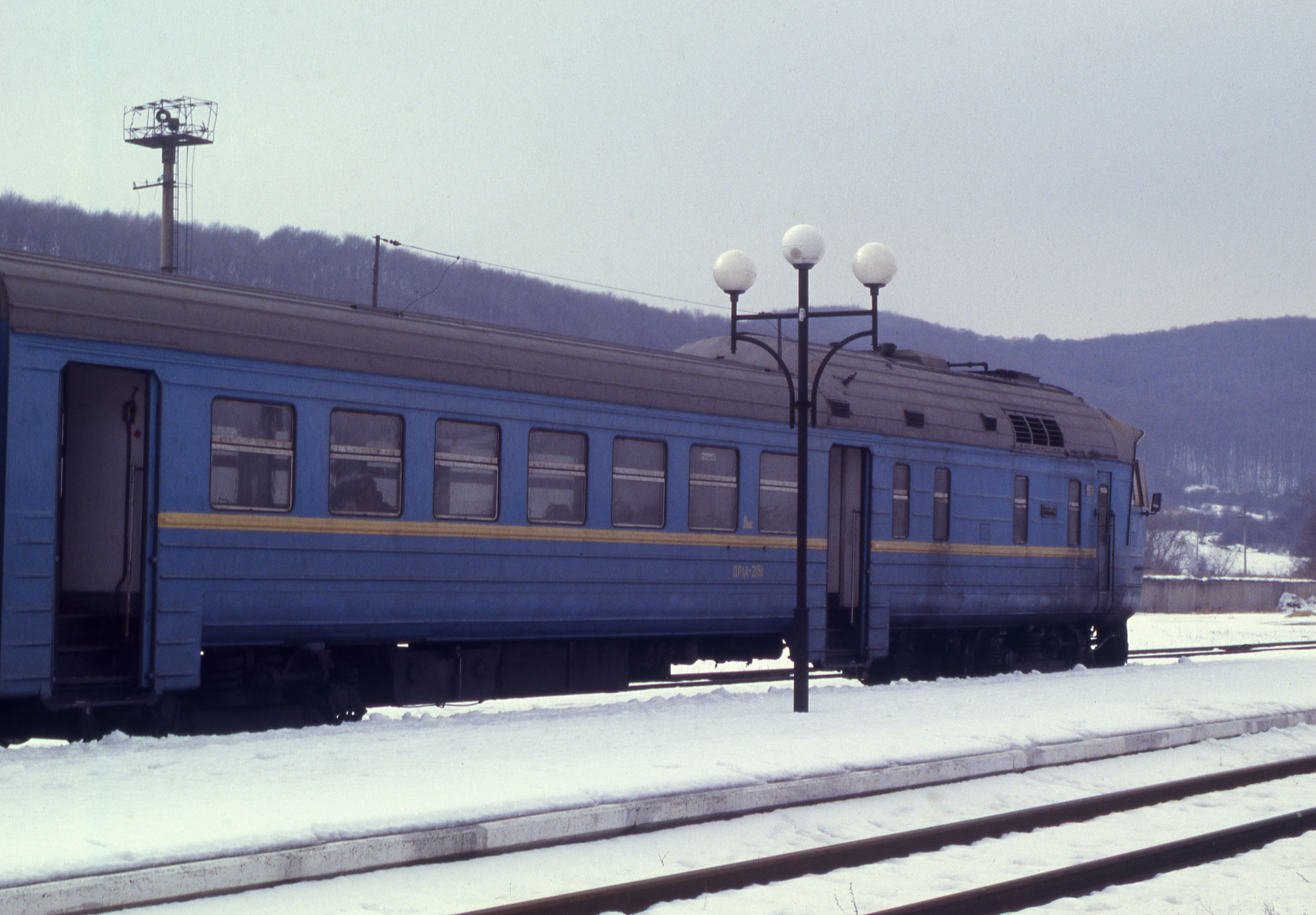
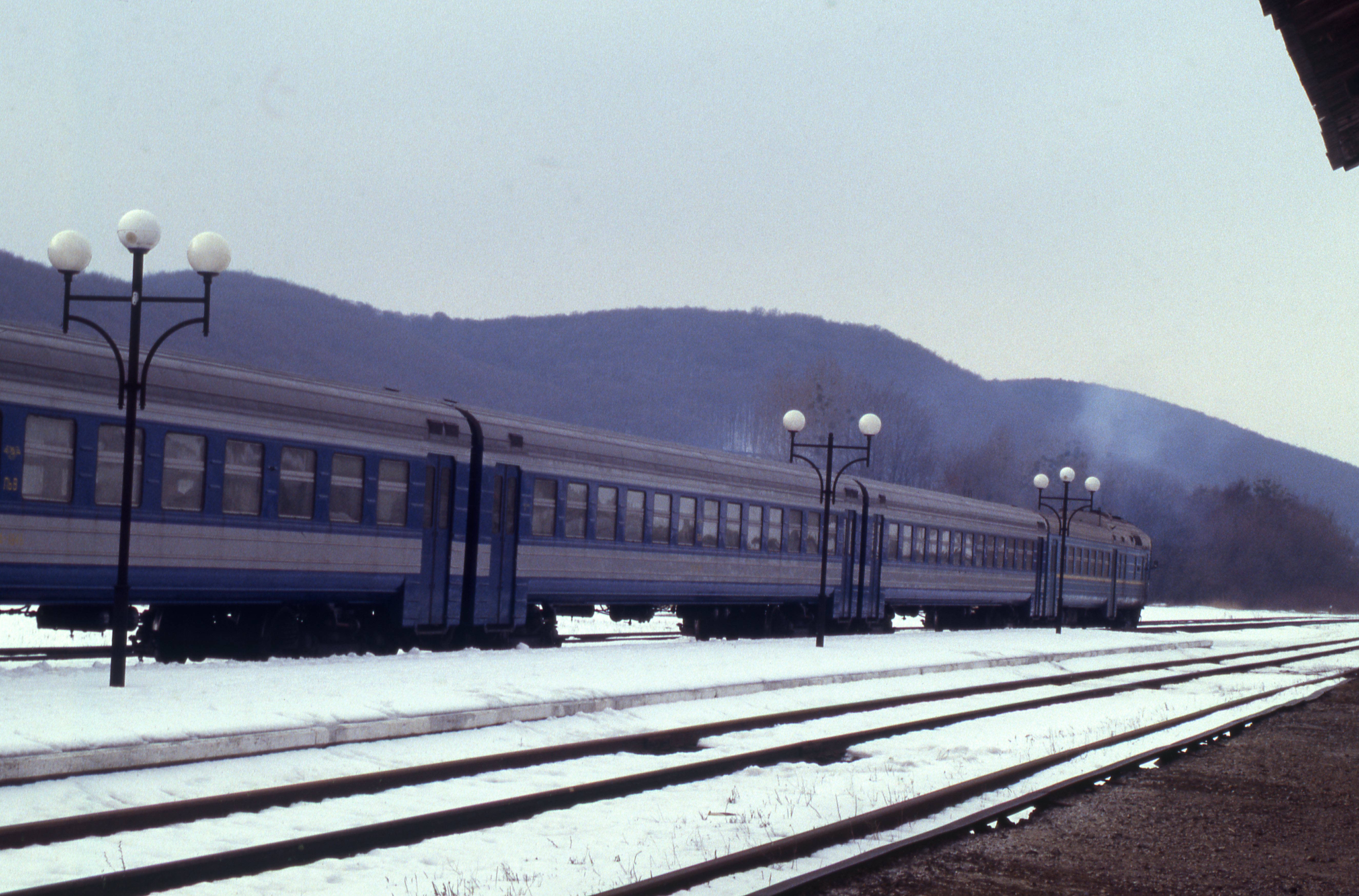

## Пасажирське сполучення
На станції Жовква зупиняються приміські поїзди сполученням Львів — Рава-Руська та дві пари регіональних поїздів сполученням Коломия — Рава-Руська.